# العلاقات الباهاماسية السنغافورية
العلاقات الباهاماسية السنغافورية هي العلاقات الثنائية التي تجمع بين باهاماس وسنغافورة.

## مقارنة بين البلدين
هذه مقارنة عامة ومرجعية للدولتين:
| وجه المقارنة                                              | باهاماس      | سنغافورة                                                             |
| --------------------------------------------------------- | ------------ | -------------------------------------------------------------------- |
| المساحة (كم2)                                             | 13.88 ألف    | 719                                                                  |
| عدد السكان (نسمة)                                         | 395.36 ألف   | 5.89 مليون                                                           |
| الكثافة السكانية (ن./كم²)                                 | 28.48        | 819.19 ألف                                                           |
| العاصمة                                                   | ناساو        | سنغافورة                                                             |
| اللغة الرسمية                                             | لغة إنجليزية | لغة إنجليزية، اللغة الملايو، اللغة الصينية القياسية، اللغة التاميلية |
| العملة                                                    | دولار بهامي  | دولار سنغافوري                                                       |
| الناتج المحلي الإجمالي (بليون دولار)                      | 12.16 مليار  | 323.91 مليار                                                         |
| الناتج المحلي الإجمالي (تعادل القوة الشرائية) بليون دولار | 8.92 مليار   | 472.59 مليار                                                         |
| الناتج المحلي الإجمالي الاسمي للفرد دولار أمريكي          | 22.82 ألف    | 52.89 ألف                                                            |
| الناتج المحلي الإجمالي للفرد دولار أمريكي                 |              | 82.76 ألف                                                            |
| مؤشر التنمية البشرية                                      | 0.790        | 0.925                                                                |
| رمز المكالمات الدولي                                      | +1242        | +65                                                                  |
| رمز الإنترنت                                              | .bs          | .sg                                                                  |
| المنطقة الزمنية                                           | 00           | ت ع م+08:00، توقيت سنغافورة المنسق ‏                                  |

## منظمات دولية مشتركة
يشترك البلدان في عضوية مجموعة من المنظمات الدولية، منها:
| علم المنظمة | اسم المنظمة                               | تاريخ انضمام باهاماس | تاريخ انضمام سنغافورة |
| ----------- | ----------------------------------------- | -------------------- | --------------------- |
|             | مؤسسة التنمية الدولية                     | 23 يونيو 2008        | 27 سبتمبر 2002        |
|             | يونسكو                                    | 23 أبريل 1981        | 8 أكتوبر 2007         |
|             | وكالة ضمان الاستثمار متعدد الأطراف        | 4 أكتوبر 1994        | 24 فبراير 1998        |
|             | الأمم المتحدة                             | 18 سبتمبر 1973       | 21 سبتمبر 1965        |
|             | دول الكومنولث                             | ?                    | ?                     |
|             | الاتحاد البريدي العالمي                   | ?                    | ?                     |
|             | البنك الدولي للإنشاء والتعمير             | 21 أغسطس 1973        | 3 أغسطس 1966          |
|             | الاتحاد الدولي للاتصالات                  | 19 أغسطس 1974        | 22 أكتوبر 1965        |
|             | منظمة حظر الأسلحة الكيميائية              | ?                    | ?                     |
|             | مؤسسة التمويل الدولية                     | 8 ديسمبر 1986        | 4 سبتمبر 1968         |
|             | المركز الدولي لتسوية المنازعات الاستشارية | 18 نوفمبر 1995       | 13 نوفمبر 1968        |
|             | تحالف الدول الجزرية الصغيرة               | ?                    | ?                     |
|             | منظمة الشرطة الجنائية الدولية             | ?                    | ?                     |

## وصلات خارجية
- موقع وزارة الخارجية السنغافورية